# صموئيل سانت جورج روجرز
صموئيل سانت جورج روجرز (بالإنجليزية: Samuel St. George Rogers)‏ هو محامي وقاضي وسياسي أمريكي، ولد في 30 يونيو 1832 في بولاسكي في الولايات المتحدة، وتوفي في 11 سبتمبر 1880 في تير هوت في الولايات المتحدة. انتخب عضو مجلس ولاية فلوريدا.